# Herrarnas singelsculler i rodd vid olympiska sommarspelen 1992
Herrarnas singelsculler i rodd vid olympiska sommarspelen 1992 avgjordes mellan den 27 juli och 1 augusti 1992.

## Medaljörer
| Gren          | Guld               | Silver               | Brons                    |
| Singelsculler | Thomas Lange (GER) | Václav Chalupa (TCH) | Kajetan Broniewski (POL) |

## Resultat

### Heat
| Placering | Heat 1                 | Tid     | Noteringar |
| --------- | ---------------------- | ------- | ---------- |
| 1.        | Václav Chalupa (TCH)   | 7:06,01 | Q          |
| 2.        | Wade Hall-Craggs (GBR) | 7:11,58 |            |
| 3.        | Gábor Mitring (HUN)    | 7:11,93 |            |
| 4.        | Greg Walker (USA)      | 7:13,62 |            |
| 5.        | Jesús Posse (URU)      | 7:38,96 |            |
| 6,        | Niall O'Toole (IRL)    | 7:50,46 |            |

| Placering | Heat 2                 | Tid     | Noteringar |
| --------- | ---------------------- | ------- | ---------- |
| 1.        | Sergio Fernández (ARG) | 6:59,14 | Q          |
| 2.        | Jüri Jaanson (EST)     | 7:00,85 |            |
| 3.        | Xeno Müller (SUI)      | 7:06,20 |            |
| 4.        | Joaquín Gómez (MEX)    | 7:08,77 |            |
| 5.        | Uģis Lasmanis (LAT)    | 7:14,61 |            |
| 6,        | Frans Göbel (NED)      | 7:17,75 |            |

| Placering | Heat 3                      | Tid     | Noteringar |
| --------- | --------------------------- | ------- | ---------- |
| 1.        | Thomas Lange (GER)          | 7:08,13 | Q          |
| 2.        | Kajetan Broniewski (POL)    | 7:11,01 |            |
| 3.        | Massimo Marconcini (ITA)    | 7:17,67 |            |
| 4.        | Konstantinos Kariotis (GRE) | 7:23,00 |            |
| —         | Ali Rıza Bilal (TUR)        | DNF     |            |

| Placering | Heat 4                  | Tid     | Noteringar |
| --------- | ----------------------- | ------- | ---------- |
| 1.        | Harald Faderbauer (AUT) | 6:57,72 | Q          |
| 2.        | Eric Verdonk (NZL)      | 6:58,35 |            |
| 3.        | Ihor Mohylnij (EUN)     | 7:15,69 |            |
| 4.        | Pertti Karppinen (FIN)  | 7:25,87 |            |
| 5.        | Christian Francis (LIB) | 8:08,47 |            |

### Återkval
| Placering | Heat 1                   | Tid     | Noteringar |
| --------- | ------------------------ | ------- | ---------- |
| 1.        | Eric Verdonk (NZL)       | 7:02,40 | Q          |
| 2.        | Joaquín Gómez (MEX)      | 7:02,84 | Q          |
| 3.        | Massimo Marconcini (ITA) | 7:06,71 |            |
| 4.        | Jesús Posse (URU)        | 7:31,32 |            |

| Placering | Heat 2                   | Tid     | Noteringar |
| --------- | ------------------------ | ------- | ---------- |
| 1.        | Kajetan Broniewski (POL) | 7:01,64 | Q          |
| 2.        | Xeno Müller (SUI)        | 7:04,73 | Q          |
| 3.        | Greg Walker (USA)        | 7:11,85 |            |
| 4.        | Christian Francis (LIB)  | 8:14,79 |            |

| Placering | Heat 3                 | Tid     | Noteringar |
| --------- | ---------------------- | ------- | ---------- |
| 1.        | Jüri Jaanson (EST)     | 7:05,52 | Q          |
| 2.        | Pertti Karppinen (FIN) | 7:08,82 | Q          |
| 3.        | Frans Göbel (NED)      | 7:09,98 |            |
| 4.        | Gábor Mitring (HUN)    | 7:22,13 |            |
| 5.        | Ali Rıza Bilal (TUR)   | 7:26,03 |            |

| Placering | Heat 4                      | Tid     | Noteringar |
| --------- | --------------------------- | ------- | ---------- |
| 1.        | Konstantinos Kariotis (GRE) | 7:01,57 | Q          |
| 2.        | Uģis Lasmanis (LAT)         | 7:03,27 | Q          |
| 3.        | Niall O'Toole (IRL)         | 7:07,68 |            |
| 4.        | Wade Hall-Craggs (GBR)      | 7:08,92 |            |
| 5.        | Ihor Mohylnij (EUN)         | 7:08,92 |            |

### Semifinaler
| Placering | Heat 1                      | Tid     | Noteringar |
| --------- | --------------------------- | ------- | ---------- |
| 1.        | Thomas Lange (GER)          | 6:54,54 | Q          |
| 2.        | Václav Chalupa (TCH)        | 6:56,12 | Q          |
| 3.        | Kajetan Broniewski (POL)    | 7:02,65 | Q          |
| 4.        | Pertti Karppinen (FIN)      | 7:12,05 |            |
| 5.        | Konstantinos Kariotis (GRE) | 7:12,91 |            |
| 6,        | Joaquín Gómez (MEX)         | 7:26,84 |            |

| Placering | Heat 2                  | Tid     | Noteringar |
| --------- | ----------------------- | ------- | ---------- |
| 1.        | Sergio Fernández (ARG)  | 6:53,40 | Q          |
| 2.        | Jüri Jaanson (EST)      | 6:55,64 | Q          |
| 3.        | Eric Verdonk (NZL)      | 6:56,79 | Q          |
| 4.        | Xeno Müller (SUI)       | 6:57,64 |            |
| 5.        | Uģis Lasmanis (LAT)     | 7:10,69 |            |
| 6,        | Harald Faderbauer (AUT) | 7:42,85 |            |

### Semifinaler för placering
| Placering | Heat 1                   | Tid     | Noteringar |
| --------- | ------------------------ | ------- | ---------- |
| 1.        | Massimo Marconcini (ITA) | 7:06,61 | Q          |
| 2.        | Frans Göbel (NED)        | 7:09,72 | Q          |
| 3.        | Wade Hall-Craggs (GBR)   | 7:09,94 | Q          |
| 4.        | Ali Rıza Bilal (TUR)     | 7:10,22 |            |
| 5.        | Christian Francis (LIB)  | 8:12,79 |            |

| Placering | Heat 2              | Tid     | Noteringar |
| --------- | ------------------- | ------- | ---------- |
| 1.        | Ihor Mohylnij (EUN) | 7:03,91 | Q          |
| 2.        | Gábor Mitring (HUN) | 7:05,04 | Q          |
| 3.        | Jesús Posse (URU)   | 7:05,53 | Q          |
| 4.        | Greg Walker (USA)   | 7:05,54 |            |
| 5.        | Niall O'Toole (IRL) | 9:25,95 |            |

### Finaler
| Placering | Final D                 | Tid     | Noteringar |
| --------- | ----------------------- | ------- | ---------- |
| 1.        | Greg Walker (USA)       | 7:12,32 |            |
| 2.        | Ali Rıza Bilal (TUR)    | 7:35,15 |            |
| 3.        | Niall O'Toole (IRL)     | 8:01,78 |            |
| 4.        | Christian Francis (LIB) | 8:06,14 |            |

| Placering | Final C                  | Tid     | Noteringar |
| --------- | ------------------------ | ------- | ---------- |
| 1.        | Massimo Marconcini (ITA) | 7:05,36 |            |
| 2.        | Wade Hall-Craggs (GBR)   | 7:09,05 |            |
| 3.        | Gábor Mitring (HUN)      | 7:12,65 |            |
| 4.        | Frans Göbel (NED)        | 7:12,76 |            |
| 5.        | Ihor Mohylnij (EUN)      | 7:14,34 |            |
| 6,        | Jesús Posse (URU)        | 7:18,27 |            |

| Placering | Final B                     | Tid     | Noteringar |
| --------- | --------------------------- | ------- | ---------- |
| 1.        | Joaquín Gómez (MEX)         | 6:57,13 |            |
| 2.        | Harald Faderbauer (AUT)     | 6:58,97 |            |
| 3.        | Uģis Lasmanis (LAT)         | 7:01,54 |            |
| 4.        | Pertti Karppinen (FIN)      | 7:08,15 |            |
| 5.        | Konstantinos Kariotis (GRE) | 7:19,47 |            |
| —         | Xeno Müller (SUI)           | DNS     |            |

| Placering | Final A                  | Tid     | Noteringar |
| --------- | ------------------------ | ------- | ---------- |
|           | Thomas Lange (GER)       | 6:51,40 |            |
|           | Václav Chalupa (TCH)     | 6:52,93 |            |
|           | Kajetan Broniewski (POL) | 6:56,82 |            |
| 4.        | Eric Verdonk (NZL)       | 6:57,45 |            |
| 5.        | Jüri Jaanson (EST)       | 7:12,92 |            |
| 6,        | Sergio Fernández (ARG)   | 7:15,53 |            |